# Helena Gattilusio
Helena Gattilusio (en griego: Ελένη Γκαττιλούζιο, en serbio: Јелена Гатилузио; fallecida después de 1405) fue la despoina de Serbia, esposa de Esteban Lazarević.

## Biografía
Helena pertenecía a la poderosa familia de los Gattilusio fundada por su abuelo, Francesco Gattilusio. Era la hija de Francesco II Gattilusio, señor de Lesbos. El cronista búlgaro Constantino de Kostenets dice que su madre era sobrina del emperador bizantino Manuel II Paleólogo, aunque no se conoce información más detallada sobre su identidad. Además de Helena, Francesco II tuvo otros cinco hijos. Una de ellas fue Irene Gattilusio, esposa de Juan VII Paleólogo. Helena es mencionada en las fuentes en septiembre de 1405 cuando se concertó su matrimonio con Esteban Lazarević, príncipe de Serbia. Este matrimonio fue acordado en la última visita de Esteban a Constantinopla. Gracias a su matrimonio, Esteban pudo emparentar con la familia imperial de los Paleólogos, y recibir el título de déspota. Así, el estado serbio se convirtió en un despotado. El título de déspota en el Imperio bizantino era el más alto después del imperial, y se asignaba únicamente a los familiares más cercanos del emperador. Helena no vuelve a ser mencionada después de 1405. Esteban y Helena no llegaron a tener descendencia, y este designó a su sobrino, Đurađ Branković, como heredero.